# Galium parvulum
Galium parvulum är en måreväxtart som beskrevs av Hub.-mor., Friedrich Ehrendorfer och Schönb.-tem.. Galium parvulum ingår i släktet måror, och familjen måreväxter. Inga underarter finns listade i Catalogue of Life.